# Szibtu
Szibtu (akad. Šibtu) – mezopotamska królowa, główna żona Zimri-Lima, władcy królestwa Mari, żyjąca w XVIII w. p.n.e.
Rodzicami Szibtu byli Jarim-Lim I, król Jamhadu, oraz Gaszera, jego żona. Z listów odkrytych w Mari wynika, iż w czasie częstych nieobecności męża w stolicy Szibtu pełniła funkcję nieoficjalnej głowy państwa, mając prawo do podejmowania wielu administracyjnych i politycznych decyzji. Mogła też zastępować króla w najważniejszych obrzędach kultowych.
Jej własne listy przedstawiają ją jako troskliwą żonę i matkę, dbającą o dobro i pomyślność swej rodziny. Szibtu urodziła przynajmniej siedem córek, z których większość wyszła za mąż za przedstawicieli innych rodzin królewskich. Według listów wysłanych swojemu mężowi urodziła także parę bliźniąt, chłopca i dziewczynkę.
W trakcie wykopalisk w Mari odnaleziono pięć odcisków jej pieczęci cylindrycznej, na której umieszczona była następująca inskrypcja klinowa: „Szib[tu], córka Jarim-Lima, żona Zimri-Lima”.